# Margarida da Baviera
Margarida da Baviera (em alemão: Margarete, em francês: Marguerite; 1363 — Dijon, 23 de janeiro de 1423) foi a quinta filha de Alberto, Duque de Baviera-Straubing, conde de Hainaut, Holanda, e Zelândia e Senhor de Frísia, e de Margarida de Brieg. Era a regente dos Países Baixos Borgonheses durante a ausência de seu esposo entre 1404 e 1419 e regente na Borgonha francesa durante a ausência de seu filho entre 1419 e 1423. Tornou-se mais conhecida por seu sucesso ao defender a Borgonha francesa contra João IV, Conde de Armagnac em 1419.

## Casamento
Em 1385, no casamento borgonhês duplo em Cambrai, ela se casou com João, Conde de Nevers, filho e herdeiro de Filipe, o Audaz, duque de Borgonha e Margarida de Dampierre, condessa de Flandres, Artésia e Borgonha; ao mesmo tempo, seu irmão, Guilherme II, Duque da Baviera, casou-se com sua filha Margarida de Borgonha, Duquesa da Baviera. Com a morte de Filipe, o Audaz em 1404, e Margarida de Dampierre em 1405, João herdou esses territórios, e Margarida tornou-se sua consorte. Tinham apenas um filho, Filipe, o Bom (1396-1467), que herdou esses territórios, e sete filhas.

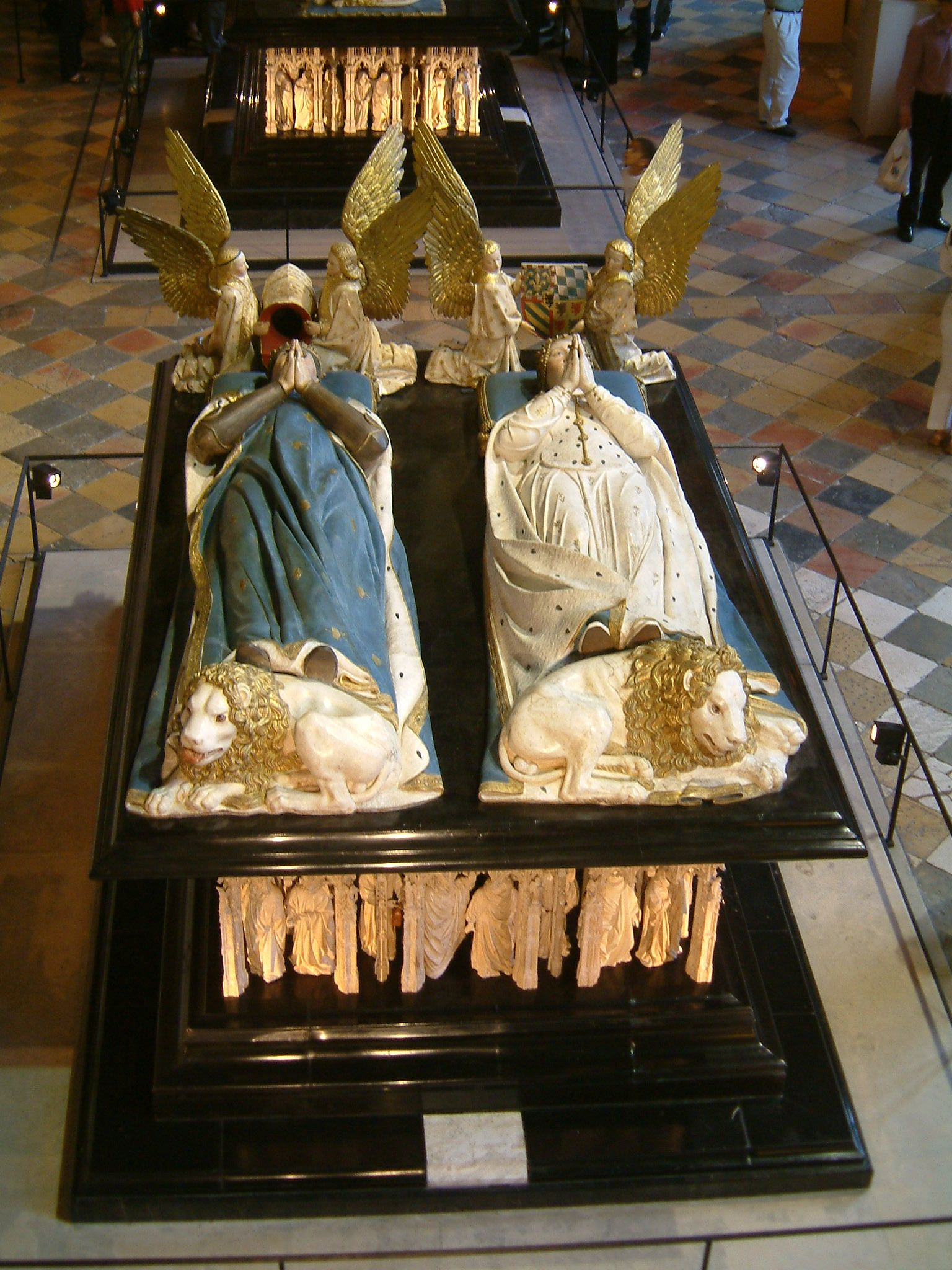
Tumba de Margarida e João, em Dijon.

## Filhos
- Margarida, condessa de Gien e Montargis (1393 — 2 de fevereiro de 1441, em Paris), casou-se em 30 de agosto 1404 com Luís, Delfim de França, em seguida, em 10 de outubro de 1422, com Artur de Richemont, Condestável da França, o futuro duque de Britânia;
- Catarina (morta em 1414, em Gante);
- Maria (morta em 30 de outubro de 1463, em Monterberg bei Kalkar), casou-se com Adolfo I, Duque de Cleves;
- Filipe, o Bom, seu sucessor (1396 — 1467);
- Isabel, condessa de Penthièvre (morta em 18 de setembro de 1412, em Rouvres), casou-se em Arras, em 22 de julho de 1406, com Olivier de Châtillon-Blois, Conde de Penthièvre e Périgord;
- Joana (morta em 1399, em Bouvres), morta na infância;
- Ana (1404 — 14 de novembro de 1432, em Paris), casou-se com João, Duque de Bedford;
- Inês (1407 — 1° de dezembro de 1476, no Château de Moulins), casou-se com Carlos I, Duque de Bourbon.